# Johann Rentzel der Jüngere
Johann Rentzel (auch: Johannes Rentzelius; * 20. August 1569 in Hamburg; † 5. August 1631 in Leipzig) war ein deutscher Jurist zu Dresden und Leipzig.

## Leben und Wirken
Johann Rentzel wurde am 20. August 1569 in Hamburg geboren. Er besuchte die Universitäten Rostock (1587), Marburg (1561) und Wittenberg (1593). 1596 unterstützte er den kaiserlichen Kammerprokurator Hieronymus Treutler zu Kroschwitz bei seinen Geschäften in Bautzen, Meissen und Schlesien. Im Jahre 1597 promovierte er zum Dr. der Rechte in Basel. Es folgten Anstellungen als Advokat in Dresden (1598) und Hofgerichtsadvokat in Leipzig (1605). 

## Familie
1598 heiratete er Margaretha, die Tochter des Jonas Möstel. Die Tochter Anna Maria Rentzel (* 1603 † 1640) heiratet 1631 den kurfürstlich sächsischen Hofgerichtsassessor Johannes Schilter (* 1595 † 1663).